# Nizan Guanaes
Nizan Mansur de Carvalho Guanaes Gomes (Salvador, 9 de mayo de 1958) es un empresario brasileño del sector publicitario. Socio y cofundador del Grupo ABC, holding que agrupa a empresas de las áreas de publicidad, marketing, contenido y entretenimiento, que desde 2010 forma parte de Omnicom Group. El Grupo ABC es el mayor conglomerado de comunicación de América Latina y el 18.º mayor grupo comunicacional del mundo, según ranking de Advertising Age. Nizan fue elegido uno de los cinco brasileños más influyentes del mundo por Financial Times en 2010.

## Biografía
Nizan Guanaes nació en 1958, en Salvador. El empresario estudió en el Colegio Marista y se formó en administración de empresas por la Universidad Federal de Bahía. Comenzó su carrera como redactor publicitario en su ciudad natal. Algunos años después, se trasladó a Río de Janeiro, donde trabajó en la agencia de publicidad Artplan. En 1985, se trasladó a São Paulo, donde trabajó en las agencias de publicidad DPZ y W/GGK (actual W/McCann).
En 1988, recibió el premio León de Oro en el Festival de Cannes por la creación del anuncio comercial Hitler—considerado como uno de los 100 mejores de todos los tiempos en el mundo. El año siguiente, compró DM9, agencia de publicidad del publicitario Duda Mendonça. La agencia se asoció con DDB, naciendo DM9DDB en 1997. En 2000, concluyó la venta de la DM9 a la red internacional DDB Worldwide.
En 2000, Nizan fundó IG, segundo mayor portal de Internet gratuito del país. Dos años después, en 2002, Nizan creó el Grupo ABC teniendo como socio a João Augusto Valente (Guga Valente), y al Grupo Icatu como socio inversor.
En 2004, fundó con Oskar Metsavaht la Asociación de Emprendedores Amigos de la UNESCO, con foco en la promoción de la educación pública de calidad, de la cultura y de la preservación del patrimonio histórico nacional.
Desde 2010, Nizan es miembro de la UNAIDS, programa de la Organización de las Naciones Unidas (ONU), y de la Comisión de Alto Nivel sobre la Prevención del VIH.
Nizan también es miembro de las organizaciones sin fines lucrativos Clinton Global Initiative, fundación creada por el expresidente de Estados Unidos, Bill Clinton, que reúne a líderes globales para crear e implementar soluciones innovadoras para las cuestiones más urgentes de la actualidad; World Economic Forum, organización con sede en Davos, Suiza, que discute cuestiones más urgentes enfrentadas mundialmente, incluyendo salud y medio ambiente; Endeavor, organización que identifica emprendedores para el crecimiento sostenible global; y la Women in the World Foundation, fundación global que ayuda Organizaciones no gubernamentales (ONG) a desarrollar proyectos en las áreas de salud, educación, y justicia para mujeres de todas las edades. Nizan participó también de la creación de Together for Girls, proyecto desarrollado para mapear el índice de violencia sexual y sus consecuencias sociales en 2011.
Nizan también es columnista de Folha de São Paulo.

### Fundador del Grupo ABC
El Grupo ABC fue fundado por los empresarios Nizan Guanaes y Guga Valente en marzo de 2002. El holding está compuesto por 18 empresas, entre ellas, Africa, DM9DDB, DM9 Rio, DM9 Sul, Escala, SalveTribal, Morya, Música Comunicação y Marketing, Pereira & O’Dell, b!ferraz, Interbrand, NewStyle, Rocker Heads, Sunset, Agencia Tudo y CDN.
El mismo año, Nizan fundó la Agencia Africa, agencia de marketing en sociedad con cuatro socios de la DD Brasil y el Banco Icatu. En 2015, la Agencia Africa está considerada como unas de las diez mayores agencias de publicidad de Brasil.

## Reconocimientos
En 2000, Nizan Guanaes recibió la medalla de la Orden de Rio Branco en el grado de Comendador por el expresidente de la república, Fernando Henrique Cardoso. En 2008 fue elegido Emprendedor del Año por los Premios Ernst & Young Brasil. El mismo año, por medio de una de sus empresas, a N-Ideas, fue el idealizador del Río Summer, semana de moda de alto-verano.
En 2010, fue elegido uno de los cinco brasileños más influyentes del mundo por Financial Times. En 2011, fue nombrado uno de los 21 profesionales más influyentes en el área de medios y marketing por la revista Advertising Age.
El mismo año, fue elegido una de las 100 personas más creativas del mundo por la Fast Company, revista estadounidense de negocios y tecnología. También fue nombrado embajador honorario de la UNESCO.

En 2014, fue elegido el Hombre del Año, en la categoría Liderazgo por la revista GQ. En diciembre de 2014, recibió el premio Jeca Tatu.

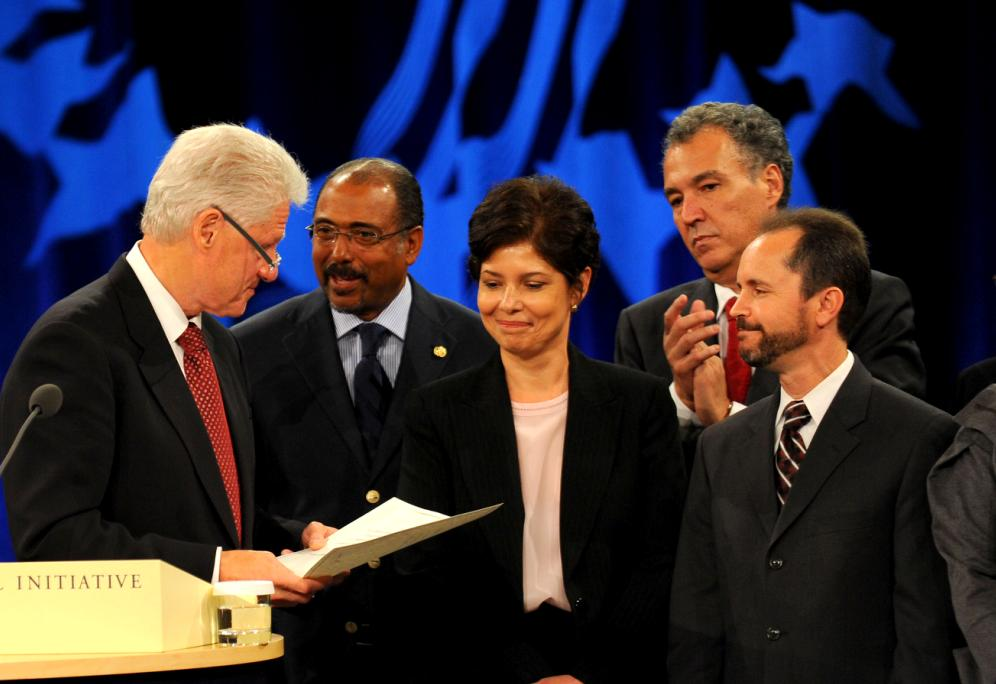
Clinton Global Initiative (CGI)- 2009
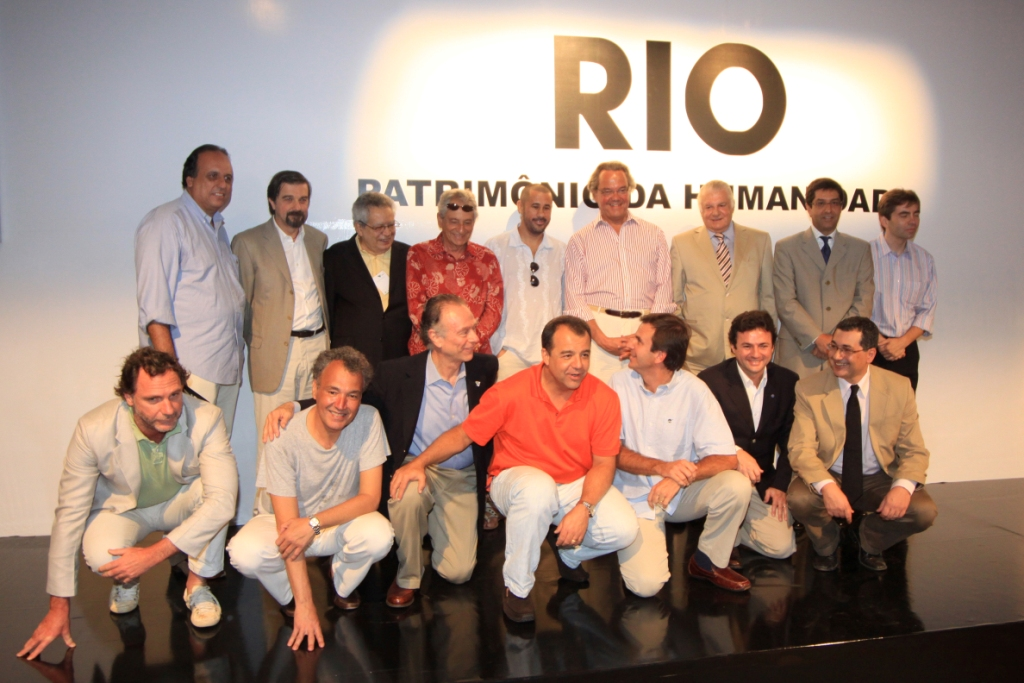
Apoyo a la candidatura de Río de Janeiro para Patrimonio de la Humanidad- 2008

## Vida personal
Nizan Guanaes posee un hijo, Antonio Guanaes. Nizan está casado con Donata Meirelles, exdirectora de estilo de la revista Vogue Brasil.